# Gerry Roufs
Gérard Roufs, dit Gerry Roufs, né à Montréal le 2 novembre 1953, est un navigateur canadien disparu en mer le 7 janvier 1997 lors du Vendée Globe à l'âge de 43 ans.

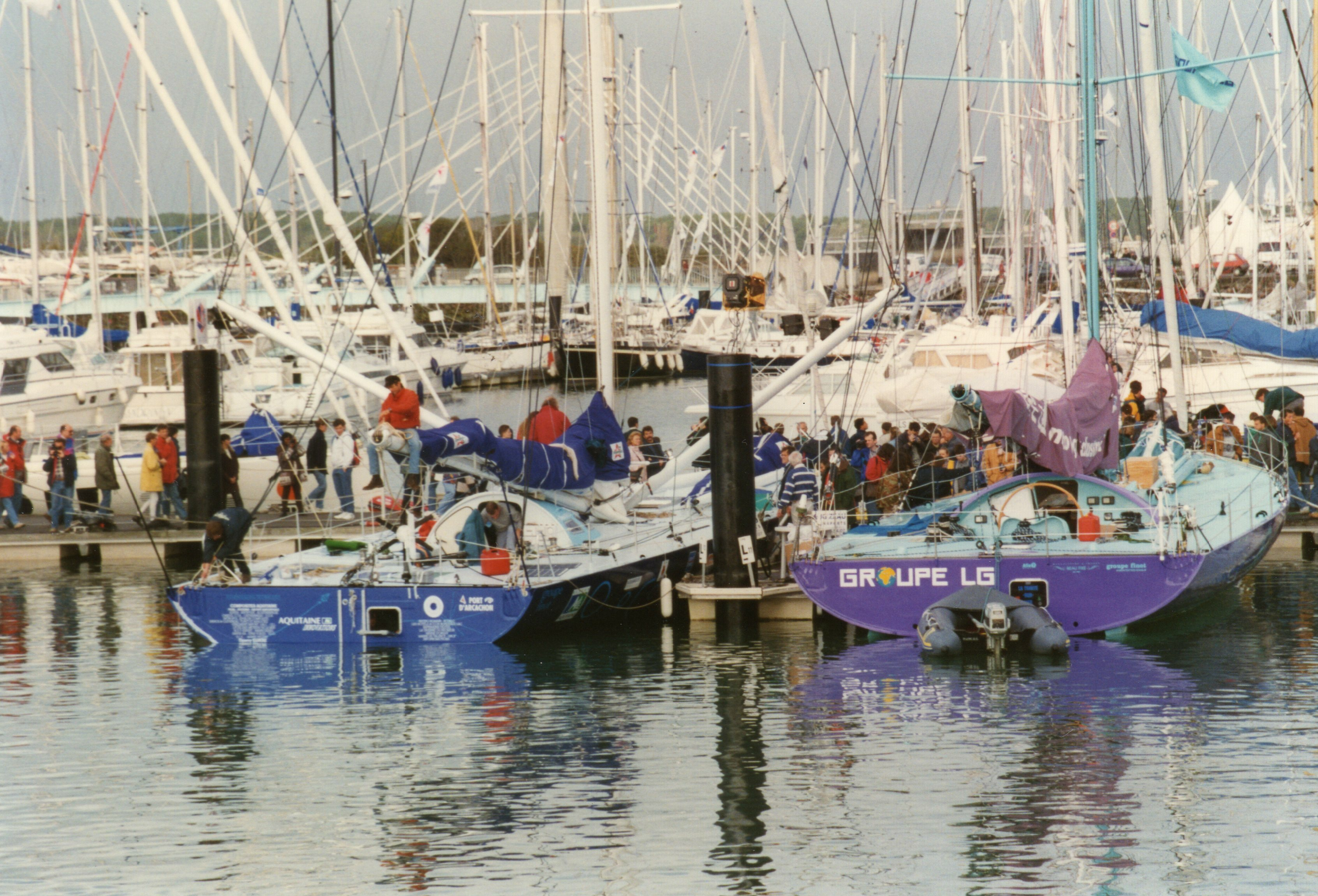
Groupe LG de Gerry Roufs au départ du Vendée Globe 1996-1997.

## Biographie
Fils de Suzanne Landau, Gérard Roufs, dit Gerry Roufs, commence la pratique de la voile à cinq ans au yacht-club de Hudson dans la région de Montréal au Québec. Son premier voilier a été construit par son père. Il intègre l'équipe olympique de voile du Canada.
Après un début professionnel comme avocat au Canada, il participe à de nombreuses courses en équipages. Il devient ainsi un équipier talentueux de Mike Birch et bat trois fois le record de la traversée de l'Atlantique nord à la voile avec Loïc Caradec en 1986 et avec Serge Madec en 1988 et 1990.
Il devient préparateur de Bernard Gallay lors du Vendée Globe 1992-1993. Celui-ci ayant dû faire escale en Nouvelle-Zélande, Roufs est contacté par l'entreprise bretonne LG pour convoyer en France le 60 pieds Groupe LG de Bertrand de Broc, également en Nouvelle-Zélande, après le licenciement du skipper par son sponsor. Il termine à la 6e place de la Transat Jacques-Vabre 1993 et 6e de la Route du Rhum 1994. Il remporte la Transat anglaise 1996 dans la catégorie monocoques 60 pieds sur le nouveau plan Finot-Conq baptisé Groupe LG 2.
Gerry Roufs prend le départ du Vendée Globe 1996-1997 le lendemain de son 43e anniversaire. Deux mois plus tard, la balise Argos de Groupe LG 2 cesse de transmettre le 7 janvier 1997 alors qu'il est en deuxième position derrière Christophe Auguin. D'importants moyens de recherches sont mis en place. Des cargos sont déroutés, les concurrents du Vendée Globe les plus proches à l'arrière de la dernière position connue de Gerry Roufs convergent vers cette position. Isabelle Autissier, hors course pour avoir réparé un safran abîmé au Cap et la plus proche, fait demi-tour en pleine tempête, affrontant des déferlantes de 14 à 24 mètres de haut, pour essayer de le retrouver mais elle n'arrive malheureusement pas à le repérer et finit par reprendre sa route au bout de 48 heures, sur ordre du CROSS Étel, après avoir lutté dans des conditions extrêmes qui font se coucher son bateau à six reprises,. Elle déclare par Télex : « Ici, c'est la guerre ». Un satellite d'observation canadien ainsi que l'astronaute canadien Chris Hadfield de l'Agence spatiale canadienne, avec l'aide de la navette spatiale américaine et la station spatiale russe Mir dans le cadre du programme Shuttle-Mir, sont mis à contribution, sans résultat.
La dernière position connue de Gerry Roufs est 55° 01,3′ S, 124° 22,5′ O, six degrés au Sud de point Nemo, soit à environ 430 miles. Lors de sa dernière vacation radio, il déclare au PC course : « Les vagues ne sont plus des vagues, elles sont hautes comme les Alpes ».
Après avoir été repérée par un cargo panaméen le 16 juillet 1997, la coque retournée de Groupe LG 2 est photographiée en mer le 18 juillet 1997 par un avion de reconnaissance de la marine chilienne et formellement identifiée. La quille non pendulaire du bateau, son bulbe, la coque et les deux safrans sont intacts. Le 29 août 1998, au large du Chili, l'épave pillée du voilier est retrouvée échouée sur l'île Atalaya, située au sud du Chili, par des pécheurs qui ont informé l'armée chilienne.

## Postérité
Depuis le 24 janvier 2002 un parc de Montréal, sa ville natale, porte son nom . En 2022, la commune de Locmariaquer, où il a habité de nombreuses années avec son épouse Michèle Cartier et leur fille Emma Roufs née dans le Morbihan, a donné son nom au quai principal du port de plaisance, devenu « Quai Gerry Roufs ». Le 1er septembre 2022, ce quai est inauguré en présence notamment de leur fille et des navigateurs Marc Guillemot, Eugène Riguidel et Francis Joyon .

## Divers
Gerry Roufs a joué en amateur pour le club de hockey sur glace de Vannes, préfecture du Morbihan.

## Culture populaire
Jim Corcoran, auteur-compositeur-interprète québécois, évoque Gerry Roufs dans une chanson, L'aube tarde extraite de l'album Entre tout et moi, paru en 2000. Les Wriggles y font référence dans la chanson Plouf.

## Filmographie
- Emma Roufs, ATALAYA, 18 min 25 s, 2021